# Kurt Böhmer
Pour les articles homonymes, voir Böhmer.
Ne doit pas être confondu avec Kurt Böhme.
Kurt Böhmer (31 décembre 1892 – 1er octobre 1944) était un officier de la Wehrmacht ayant commandé la 9e division de sécurité (Kriegsmarine) depuis le 17 juin 1944. Il fut abattu par trois partisans à Ventspils, en Lettonie, le 1er octobre 1944. Il était récipiendaire de la Croix de chevalier de la croix de fer.

## Distinctions
- Croix de fer (1914) 2e classe (6 janvier 1916)
- Médaille de service de longue durée de la Wehrmacht de 4e et de 2e classe (2 octobre 1936)
- Komturkreuz des Espagnol-Marokkanischen Mehdauia-Ordens (13 mai 1938)
- Médaille de service de longue durée de la Wehrmacht de 1re classe (1er avril 1939)
- Croix d'Espagne en Argent (6 juin 1939)
- Agrafe à la Croix de Fer (1939) de 2e classe (17 avril 1940)
- Croix de fer (1939) de 1re classe (21 avril 1940)
- Insigne de combat des mouilleurs de mines, chasseurs de sous-marins et escorteurs (17 janvier 1941)
- Ordre de la Croix de la Liberté de 1re classe avec Épées (12 octobre 1942)
- Croix de chevalier de la croix de fer le 6 octobre 1940 en tant que Kapitän zur See et Chef d'état-major des forces de sécurité de la mer du Nord